# Jean-Marc Montera
Jean-Marc Montera (* 1955) ist ein französischer Jazz- und Avantgardegitarrist.

## Leben und Wirken
Montera ist seit den 1970er Jahren als Solist, Bandmitglied und Bandleader aktiv. Er gründete 1978 die Groupe de Reserche et d'Improvisations Musicales (GRIM), eine Vereinigung von Musikern und Musikproduzenten in Marseille. Er war Mitglied in Gruppen von André Jaume. Seit 1993 war er Mitglied des Quintetts F.D.T.C. (mit Edmond Hosdikian, Fred Giuliani, Jean Michel Bourroux und Makoto Yabuki); außerdem spielte er in der Gruppe Attila (mit Jim Meneses und Gianni Gebbia) und einem Duo mit Dominique Regef. Bei Konzerten und Festivals trat er mit Musikern wie Jaume, Barre Phillips, Yves Robert, Henry Lowther, Paul Lovens, Fredy Studer, Hans Reichel, Keith Rowe, Chris Cutler, David Moss, Günter Müller, Loren Mazzacane Connors, Thurston Moore und Lee Ranaldo auf. Er leitet ein Jazzquartett mit Fred Galiay, Tony Buck und Jean-François Pauvros und ein Trio mit Jean-François Pauvros und Noël Akchoté.
Mit Fred Frith führte Montera dessen Rockoper Helter Skelter auf. Das Berliner Ensemble unter Regie von Peter Palitzsch holte ihn als Bühnenkomponist zu Ödön von Horváths Stück Glaube Liebe Hoffnung. Unter Regie von Jean-Claude Berrutti wurden Das Mündel will Vormund sein von Peter Handke und Der Fall von Biljana Srbljanovic mit seiner Bühnenmusik aufgeführt. Ab 1999 entstanden in Zusammenarbeit mit dem Regisseur Hubert Colas Aufführungen von Stücken wie Die Trauung (von Witold Gombrowicz), Nouvelle Vague und La Fin de l’amour (von Christine Angot), Ces Objets aimés qui d habitude ne parlent pas (von Colas) und Gesäubert (von Sarah Kane).
Außerdem komponierte und spielte er die Musiken zu einer Anzahl von Kurz- und Dokumentarfilmen und arbeitet seit 1999 mit der Tanzcompagnie SKALEN. Mit den Tänzern Michelle Ricozzi und Giovanna Vélardi und dem Bildhauer Patrick Laffont realisierte er eine Anzahl multimedialer Projekte, so Le plongeon du voimekoi und Walkabout Stalk beim Festival DanseM in Marseille und Envahi(r) und Parcours ascensionnels beim Festival von Torcy. 2002 realisierte er mit dem Choreographen Odile Duboc das Stück J’ai mis du sables exprès, vite fait, comme ça dans mes chaussures.
2001 gründete Montera mit Hans Koch, Thomas Lehn, Hélène Breschand, Dan Vandewalle, Lelio Giannetto und Chris Cutler das Ensemble d’Improvisateurs Européens. Dieses widmet sich der Interpretation von Werken in graphischer Notation und führte u. a. Cornelius Cardews Komposition Treatise auf.

## Diskographie (Auswahl)
- Tavagna Group mit André Jaume und Rémi Charmasson: Piazza di Luna, 1989
- Unlike, 1990
- Barre Phillips, Claudia Phillips, Hervé Bourde: Naxos, 1987–90
- Paolo Damiani Ensemble: Song tong, 1991
- HumaNoise congress, 1992
- Christine Wodrascka Quartet: Transkei, 1994
- Hang around shout, 1993/94
- Fred Frith large group: Stone, brick, glass, wood, wire, 1994
- Bits and pieces mit Wolfgang Fuchs, 1995
- Gianni Gebbia, Miriam Palma, Vittorio Villa: Terra arsa, 1996
- Improvvisazioni Quartetto (mit Mike Cooper, Mauro Orselli und Eugenio Sanna), 1997
- Smiles from Jupiter, Soloalbum, 1998
- King Übü Örchestrü: Trigger Zone, 1998
- Michel Doneda, Eric M, Jean-Marc Montera: Not, 1999
- Louis Sclavis & Jean-Marc Montera_ Roman, 2003
- Jean-Marc Montera / Thurston Moore / Lee Ranaldo: Les Anges du Péché, 2011
- Jean-Marc Montera, Fanny Paccoud: 13 impros, 2012
- My Cat Is an Alien & Jean-Marc Montera: Nuit d'Hiver, 2020